# Championnat de Saint-Christophe-et-Niévès de football 2006-2007
Navigation
Saison précédente Saison suivante
La saison 2006-2007 du Championnat de Saint-Christophe-et-Niévès de football est la quarante-quatrième édition de la Premier League, le championnat de première division à Saint-Christophe-et-Niévès. Les neuf formations de l'élite sont réunies au sein d'une poule unique où elles s'affrontent deux fois au cours de la saison. À l'issue du championnat, les quatre premiers se qualifient pour la phase finale tanduis que le dernier est relégué en deuxième division. Lors de la phase finale, les quatre clubs qualifiés s'affrontent une fois puis les deux premiers jouent la finale pour le titre, en deux matchs gagnants. 
C'est le club de Newtown United qui remporte la compétition cette saison après avoir battu le double tenant du titre, Village Superstars lors de la finale nationale. Il s’agit du treizième titre de champion de Saint-Christophe-et-Niévès de l'histoire du club.

## Les clubs participants
- Village Superstars
- Garden Hotspurs
- Cayon Rockets
- Caribbean Stars Conaree FC
- Washington Archibald High School FC - Promu de Second Division
- Strikers FC - Promu de Second Division
- St Peter's FC
- Newtown United
- St. Paul's United FC

## Compétition
Le barème de points servant à établir le classement se décompose ainsi :
- Victoire : 3 points
- Match nul : 1 point
- Défaite : 0 point

### Phase régulière
| Rang | Équipe                               | Pts | J  | G  | N | P  | Bp | Bc | Diff |
| ---- | ------------------------------------ | --- | -- | -- | - | -- | -- | -- | ---- |
| 1    | Newtown United                       | 32  | 16 | 9  | 5 | 2  | 37 | 16 | +21  |
| 2    | Garden Hotspurs FC                   | 32  | 16 | 10 | 2 | 4  | 30 | 21 | +9   |
| 3    | Village SuperstarsT                  | 31  | 16 | 10 | 1 | 5  | 39 | 19 | +20  |
| 4    | St Peter's FC                        | 29  | 16 | 9  | 2 | 5  | 33 | 23 | +10  |
| 5    | St. Paul's United FC                 | 28  | 16 | 7  | 7 | 2  | 17 | 8  | +9   |
| 6    | Washington Archibald High School FCP | 18  | 15 | 5  | 3 | 7  | 23 | 28 | -5   |
| 7    | Caribbean Stars Conaree FC           | 11  | 16 | 2  | 5 | 9  | 14 | 25 | -11  |
| 8    | Strikers FCP                         | 11  | 16 | 2  | 5 | 9  | 12 | 41 | -29  |
| 9    | Cayon Rockets                        | 4   | 15 | 0  | 4 | 11 | 8  | 32 | -24  |

|  | Qualification pour la phase finale               |
|  | Relégation en deuxième division                  |
|  | T : Tenant du titre P : Promu de Second Division |

- La rencontre de la 17e journée entre Washington Archibald High School FC et Cayon Rockets est arrêtée à la 30e minute et n'a jamais été jusqu'à son terme.

### Phase finale
| Rang | Équipe              | Pts | J | G | N | P | Bp | Bc | Diff |
| ---- | ------------------- | --- | - | - | - | - | -- | -- | ---- |
| 1    | Newtown United      | 6   | 3 | 2 | 0 | 1 | 5  | 1  | +4   |
| 2    | Village SuperstarsT | 4   | 3 | 1 | 1 | 1 | 5  | 4  | +1   |
| 3    | Garden Hotspurs FC  | 4   | 3 | 1 | 1 | 1 | 3  | 3  | 0    |
| 4    | St Peter's FC       | 3   | 3 | 1 | 0 | 2 | 1  | 6  | -5   |

|  | Qualification pour la finale |
|  | T : Tenant du titre          |

### Finale nationale
La finale se joue en deux rencontres gagnantes.
| Équipe 1           | Résultat | Équipe 2           |
| ------------------ | -------- | ------------------ |
| Village Superstars | 1 - 0    | Newtown United     |
| Newtown United     | 4 - 1    | Village Superstars |
| Newtown United     | 2 - 0    | Village Superstars |

- Newtown United remporte la série deux victoires à une et est sacré champion.

## Bilan de la saison
| Championnat de Saint-Christophe-et-Niévès de football 2006-2007 |                            |
| Champion                                                        | Newtown United (13e titre) |
| Qualifications continentales                                    |                            |
| CFU Club Championship 2007                                      | Aucun                      |
| Promotions et relégations                                       |                            |
| Promus en Premier League                                        | Mantab FC                  |
| Relégués en Second Division                                     | Cayon Rockets              |